# Selenoborsk (Chanten und Mansen)
Selenoborsk (russisch Зеленобо́рск) ist eine Siedlung städtischen Typs im westsibirischen Autonomen Kreis der Chanten und Mansen/Jugra (Russland) mit 2379 Einwohnern (Stand 14. Oktober 2010).

## Geographie
Die Siedlung liegt im Westsibirischen Tiefland, etwa 274 Kilometer Luftlinie westlich des Verwaltungszentrums des Autonomen Kreises Chanty-Mansijsk. Das Rajonzentrum Sowetski befindet sich etwa 27 Kilometer südwestlich von Selenoborsk.
Etwa zwei Kilometer südlich der Siedlung verläuft der Fluss Konda, von Westen nach Osten.
Administrativ gehört Selenoborsk zum Sowetski rajon. Zudem ist es Verwaltungssitz und einziger bewohnter Ort der gleichnamigen Stadtgemeinde Gorodskoje posselenije Selenoborsk (Городское поселение Зеленоборск).

## Geschichte
Das Entstehen der Siedlung ist eng mit der sich entwickelnden Holzwirtschaft verbunden. 1962 wurde der Soswinski-Forstwirtschaftsbetrieb (Сосьвинский леспромхоз) auf dem Gebiet des heutigen Ortes in Betrieb genommen und zwei Jahre später in Selenoborski-Forstwirtschaftsbetrieb (Зеленоборский леспромхоз) umbenannt. Der Betrieb wurde zum ortsbildenden Unternehmen und für die ansässigen Arbeiter entstand eine schnell wachsende Arbeitssiedlung. Durch den Bau eines verzweigten Waldbahnnetzes wurde der Holztransport aus den umliegenden Wäldern gewährleistet.
Am 8. Oktober 1968 erhielt Selenoborsk den Status einer Siedlung städtischen Typs. Ein Jahr später erlangte die Siedlung über die fertiggestellte Eisenbahnstrecke Iwdel – Priobje Anschluss an das russische Eisenbahnnetz.
Bis Anfang der 1990er Jahre wuchs Selenoborsk mit dem expandierenden Forstwirtschaftsbetrieb. Mit dem Fall der Sowjetunion und der Einführung der Marktwirtschaft verringerten sich die Umsätze deutlich.

### Bevölkerungsentwicklung
| Jahr | Einwohner |
| ---- | --------- |
| 1970 | 2205      |
| 1979 | 2459      |
| 1989 | 2645      |
| 2002 | 2209      |
| 2010 | 2379      |

Anmerkung: Volkszählungsdaten

## Kultur und Sehenswürdigkeiten
Der Ort verfügt über ein Kulturhaus, eine Bibliothek sowie einen Sportkomplex.

## Wirtschaft und Infrastruktur
Der wichtigste Wirtschaftszweig des Ortes ist die holzproduzierende und holzverarbeitende Industrie. Größter Arbeitgeber ist der Selenoborski-Forstwirtschaftsbetrieb.
In Selenoborsk gibt es den Bahnhof Konda (Конда, benannt nach dem gleichnamigen Fluss). Dieser liegt an der Eisenbahnstrecke Iwdel – Priobje. Über eine Autostraße besteht eine Anbindung an das Rajonzentrum Sowjetski, sowie an die nördlich gelegene Siedlung Kommunistitscheski.